# Claddaghduff
Claddaghduff (dérivé de l'Irlandais Un Cladach Dubh signifie la rive noire) est un village dans le comté de Galway, en Irlande. Il est situé au nord-ouest de Clifden et donne accès à l’île Omey. Depuis 1980, Claddaghduff fait partie du Cleggan/Claddaghduff community council.
Le village, maintenant peu peuplé, surplombe l’île d’Omey qui abrite les ruines de Teampal Feichin, une église de granit médiévale dédiée à Saint-Feichin. Omey Island est constituée de granite plutonique d'Omey, l'un des plus anciens granites du Connemara ; et son histoire humaine remonte à au moins 5 000 ans. Claddaghduff a été un site pour les écrivains et les artistes. La poésie de Richard Murphy a été inspirée par les traditions, les paysages terrestres et marins de la région. Le romancier John McGahern a également résidé dans le village.  La plupart des paysages et de l'ambiance des célèbres romans de Walter Macken sont inspirés de son passage à Claddaghduff et aux alentours[réf. nécessaire]. Le territoire autour de Claddaghduff, comme la plus grande partie du Connemara a été profondément affecté par la Grande Famine irlandaise (ou Gorta Mor ) de 1847-1848, et nombre d'entre eux sont partis pour l'Amérique et Boston en particulier.  À Grallagh, se trouve un cimetière près du rivage qui a été choisi pour accueillir les enfants décédés, dont la vie a été écourtée par la famine et la maladie qui ont ravagé la région. 
L'Irlande rurale du XIXe siècle était largement contrôlée par les propriétaires britanniques et leurs agents fonciers (souvent irlandais).  Il en était de même à Claddaghduff et dans les environs, où la majorité des terres agricoles appartenaient à des propriétaires anglais qui les louaient à des métayers qui pratiquaient une agriculture de subsistance.  Le grand nombre de maisons abandonnées qui entourent le village et les environs témoigne d’une existence aussi précaire[réf. nécessaire]. 
Claddaghduff a été le théâtre d'au moins un des « Grands Rassemblements » de Daniel O'Connell lors de la campagne en Irlande pour l' émancipation religieuse et politique. 

## Tourisme
Claddaghduff est tributaire du tourisme saisonnier du printemps au début de l'automne, et est réputée pour sa pêche en haute mer, sa pêche en lac, ses excursions en bateau vers Inishturk et Inishbofin.  Il y a aussi des randonnées équestres, du pitch & putt (mini golf), des sites de plongée, des plages ainsi que des visites historiques,. 